# 苟太后
苟太后（こうたいごう、? - 375年）は、五胡十六国時代前秦の太后。略陽郡出身の氐族である。夫は東海王苻雄。子に第3代君主苻堅・趙公苻双・陽平公苻融がいる。

## 生涯
時期は不明だが苻雄に嫁ぎ、苻堅をはじめ少なくとも3人の子を産んだ。
357年6月、苻堅は異母兄の清河王苻法と共に政変を起こし、皇帝苻生を殺害した。政変の後、苻堅は苻法へ帝位に即くよう勧めたが、苻法は「汝こそが嫡男である。また賢人であるから立つべきであろう」と述べ、 自らが庶子（側室の子）であった事から勧めに応じなかった。だが、苻堅もまた「兄は年長ですから立つべきです」と言い返し、その勧めに応じなかった。これを見た苟氏は、涙ながらに群臣へ「社稷とは重事であり、小児（苻堅）が自ら理解する事は出来ないでしょう。他日、もし後悔があれば、その災いは諸君の身にも降りかかりますよ」と述べ、苻堅を即位させるように手を回すよう請うた。これを受け、群臣はみな頓首して苻堅へ即位を要請した。苻堅は衆の心がまだ自らに服していないのを憂慮しており、帝位に昇る事は難しいと考えていたが、群臣の幾度もの固い要請により遂に従った。しかし、皇帝号は名乗らずに大秦天王を称した。また、苟氏を尊んで天王太后に立てた。
苻法は苻堅より年長であり、また賢明な人物であった事から衆心を得ていた。その為、苟氏は彼が苻堅を脅かす存在になるのではないかと常々憂慮していた。11月、苟氏は宣明台に赴く途上に苻法の邸宅を通りかかったが、その門前には多くの車馬が集まっていた。これにより彼女は苻法が何か謀略を企んでいるのではないかとさらに疑念を抱くようになり、遂には寵臣である李威と共謀して苻法を賜死させてしまった。苻堅は東堂において苻法の遺体と見えると、慟哭の余り吐血した。
367年10月、子の趙公苻双は、晋公苻柳・魏公苻廋・燕公苻武と共に苻堅に反旗を翻した。苻堅は使者を派遣して彼らの説得を試みたが、みな従わなかった。368年1月、苻堅は諸将を派遣してこれらの討伐に当たり、7月には苻双の守る上邽を攻め落とし、苻双を捕らえて処刑した。その他の反乱勢力も同年12月には鎮圧した。苻堅は苻廋にも死を賜ったが、彼の7人の子については罪を免じ、その長男に魏公を襲名させ、他の子もみな県公に封じ、苻生とその諸弟で後継ぎのいない者を継承させた（苻廋は苻生の兄弟）。これに苟氏は「廋（苻廋）と双（苻双）は共に反乱を起こしましたが、なぜ双にだけ後を継がせる者を置かないのですか（苻双は苻堅の同母弟）」と問うと、苻堅は「この天下は高祖（苻健）の天下です。高祖の子を絶やさせる訳にはいきません。また、仲群（苻双）は太后（苟氏）を顧みず、宗廟を危ぶめんと謀りました。天下の法というのは私情に囚われるべきではありません」と答えた。
372年、苻融が冀州に赴任する事が決まった時、苟氏は苻融が末子であったので甚だ溺愛していたので、出発に際しては三度も灞上へ赴いて別れを惜しみ、出発の日の夕方にもまた密かに苻融の所へと赴いたという。
375年、病によりこの世を去った。明徳皇后と追諡された。

## 逸話
- 苻堅が生まれる前、母の苟氏は漳河にある西門豹の祠に赴き、子宝を祈願した。すると、その夜に神と交わる夢を見て、これにより子を身籠ったという。その後、12カ月程で苻堅を生んだが、その日は神光が天より降り注いで庭を照らしたという。また、苻堅の背には赤い紋様が次第に浮かび上がり、文字を成した。そこには『草付臣又土王咸陽（草かんむりに付で苻を表し、臣・又・土で堅を表す。苻堅が咸陽で王となる事を暗示している）』と書かれていたという。
- ある時、苻堅は起居注や著作郎らが記した史書を取り寄せて閲覧したが、そこには苟氏が李威に辟陽の寵（后妃と大臣が私通する事。呂后が辟陽侯審食其と関係を持っていた故事に因む）を授けていた事が記されていた。苻堅はこれを読んでひどく恥じ入り、その書を焼くよう命じた。さらに、史官を取り調べてこの内容を記した者に罪を加えようとしたが、既に著作郎趙泉・車敬らは死去していたので取り止めとなった。
- ある者が母から銭を盗んで逃走するという罪を犯した為、役人は上奏して彼を四方の果てへ幽閉するよう請うた。だが、苟氏はこれを聞いて激怒し「三千の罪であっても、親不孝には及びません。処刑して街中や宮中に捨てるべきであり、どうしてこれを外に出す必要がありましょうか！方外にどうしてそのような者を受け入れる郷がありましょうか！」と述べ、車裂きの刑に処した。